# 斯特拉峰

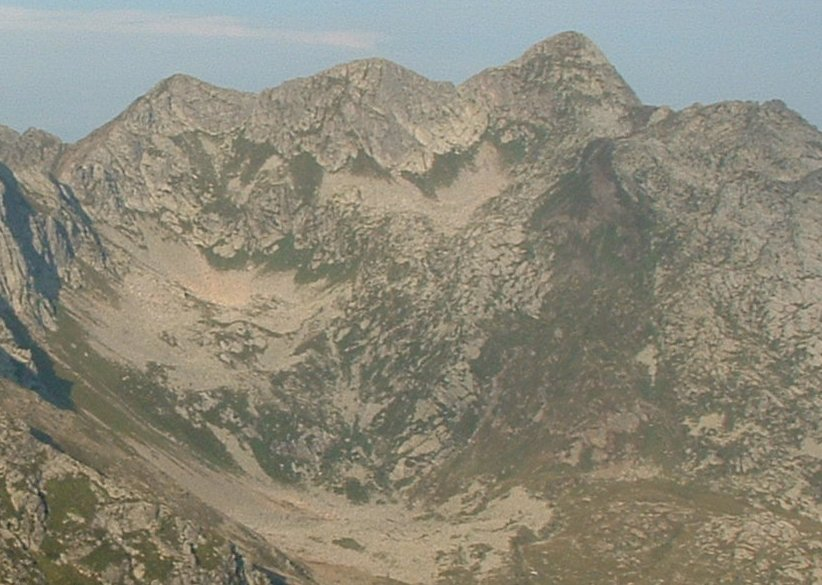

46°03′14″N 9°48′26″E / 46.05389°N 9.80722°E
斯特拉峰（義大利語：Corno Stella），是意大利的山峰，位於該國北部，由倫巴底大區負責管轄，屬於貝爾加莫阿爾卑斯山脈的一部分，海拔高度2,620米，每年平均降雨量1,693毫米。